# La expulsión de los mercaderes (El Greco, Nueva York)
La expulsión de los mercaderes, o La purificación del Templo, es un lienzo de Doménikos Theotocópuli — el Greco—que actualmente pertenece al Colección Frick. El Greco realizó siete versiones de este motivo, siendo ésta la tercera de ellas, posterior a La expulsión de los mercaderes (Minneapolis), y anterior a La expulsión de los mercaderes (Cambridge).En los dos inventarios realizados por Jorge Manuel Theotocópuli, después de la muerte de su padre, constan cuatro lienzos con esta temática, tanto en el inventario-I como en el inventario-II. Las medidas de la pieza n º. 20 del segundo inventario coinciden con las de la presente obra.

## Introducción
La Expulsión de los mercaderes del Templo es un episodio narrado —con algunas variantes— en los cuatro evangelios canónicos: Mt. 21:12, Mr. 11:15-17, Lc. 19:45-46, Jn. 2:13-16, que relata como Jesús expulsó del Templo de Jerusalén a los cambistas y comerciantes, que vendían animales para sacrificios rituales.
El Greco ejecutó este tema dos veces en su etapa italiana. Unos veinte años después — en Toledo— retomó esta temática, con una composición más sencilla, eliminando los pequeños animales, los elementos anecdóticos y los personajes que Marañón consideraba impúdicos. El presente lienzo se considera el primero realizado en su etapa española.

## Análisis de la obra
- Pertenece a la Colección Frick, en Manhattan, Nueva York.[11]
- Pintura al óleo sobre lienzo;
- Dimensiones: 42 x 53 cm, según Wethey (41.9 x 52.4 cm, según la colección Frick);
- Datación: hacia 1595-1600, según Wethey (ca.1600, según la colección Frick);
- Consta en el catálogo razonado de Wethey con el n º. 106, y con la referencia 95-a en el de Tiziana Frati.[12]

Este lienzo, de pequeño formato y de estructura suelta, seguramente fue el modelo para La expulsión de los mercaderes (Londres). El color es muy hermoso: dominan los tonos amarillos, con reflejos azules y verdes, produciendo un bello contraste con el rosa y azul de la túnica de Jesús. El Greco ha entrado en una nueva etapa pictórica, con un ritmo ascendente y una forma peculiar de plasmar los volúmenes, el colorido y los ritmos llameantes, unificándolo todo con una especie de fuerza interna.
El escenario, parecido al de los dos lienzos de su época italiana, solamente ocupa la cuarta parte superior. Continúan viéndose los edificios pretendidamente "romanos" a través del gran arco central. Pero la novedad es la inclusión —por primera vez en esta serie de siete lienzos— de dos relieves sobre episodios del Antiguo Testamento. El relieve de la Expulsión de Adán y Eva del Paraíso terrenal flanquea el arco por la izquierda, mientras que el del Sacrificio de Isaac lo hace por la derecha. Ambos relieves se repiten en las siguientes cuatro versiones de este tema, excepto en La expulsión de los mercaderes (Madrid) donde falta el de la derecha.
Aunque el pintor conserva la ordenación de los grupos principales, elimina el escalón, trayendo el grupo principal al primer término y haciendo que los dos ancianos queden plenamente integrados en el grupo. En la parte derecha, ha restringido la sensación de profundidad espacial, limitando los elementos figurativos a una sola mujer, con una cesta en la cabeza. De esta forma, Cristo ocupa ahora el centro del lienzo, con un grupo de apóstoles a su alrededor, similar al de las primeras versiones. En el grupo de la izquierda, persisten tanto los dos mancebos con el torso desnudo, como el personaje que los separa. El pintor ha eliminado la mujer sedente con las palomas, substituida por un muchacho en escorzo que recoge una caja, cerrando así el primer plano.

## Procedencia
1. ¿Infante don Antonio de Borbón?
2. ¿Luis Herrero de Tejada?
3. Vest-Servert, Madrid;
4. Aureliano de Beruete, Madrid.[19]
5. Legado al Museo por Henry Clay Frick.[11]